# Operation: Z.E.R.O.
Codename: Kids Next Door: Operation: Z.E.R.O. es el primer largometraje de la serie animada Codename: Kids Next Door, el cual fue estrenado originalmente el viernes 11 de agosto de 2006 y transmitida por Cartoon Network como telefilme.

## Argumento
La película comienza en un lugar que se ve muy similar a la Era de la Revolución Industrial Británica con enormes fábricas cubriendo el paisaje y niños con labores generalizadas. Todo esto era controlado por un malvado anciano conocido como "Abuelo". Pero un día, sus dos hijos entraron en una cámara secreta la cual contenía Tecnología 2X4 y el Libro de la organización KND, un libro legendario que contenía información de como crear la Tecnología 2X4 e información de cada anterior agente de KND. Uno de sus hijos planeó usar esos recursos para hacer una rebelión contra Abuelo mientras el otro lo evitó y escapó. El hijo que se quedó, se puso unas gafas de sol muy similares a las de Número 1, lideró una rebelión, y exitosamente derrotó a Abuelo. Estos eventos iniciaron "La 7° Era de KND". Este hijo para siempre sería conocido como Número 0 (en referencia a un comentario hecho por su hermano sobre que tenía cero oportunidades de derrotar a Abuelo), el más grande agente de KND de todos los tiempos. En la actualidad, mucho tiempo ha pasado, y se cree que la historia es puro cuento, se cree que Número 0 nunca existió. 
En el presente, Número 1 cuenta la historia, reclamando que sí encuentra el Libro de KND, él escribirá: "Yo soy KND". Luego él recibe una orden de Número 86 de repartir un paquete de alta prioridad al Increíblemente Grandioso Museo de Artefactos y Otras Cosas de KND. Para decepción de Número 1, su importante reparto era entregar un cono de helado a su guía de turistas, Número 101. Durante el paseo, una colección de estatuas de villanos simultáneamente atacaron el Museo de KND y la Base Lunar. El Sector V dirigió un intento de repeler los ataques, pero Número 1 discutió con Número 362 por haber desobedecido sus órdenes al ir al museo primero. Número 362 reveló que le iba a ofrecer a Número 1 el puesto de Oficial Táctico Global, pero decidió dárselo a Número 86, lo cual la puso extremadamente feliz. Cuando fue descubierto que el Módulo Recuperador (un dispositivo capaz de recuperar la memoria de cualquiera que haya sido destituido hace varios años) fue robado, Número 1 fue a recuperarlo a la Sala de Convenciones, pero cayó en una trampa. Padre capturó a Número 1, gracias a Cree, y, usando uno de mocos de Número 1 para activar el módulo, recuperó la memoria de su padre, que alguna vez fue el infame Abuelo.  Abuelo rápidamente usurpó la posición de Padre como líder de los villanos de KND, y comenzó a convertirlos a todos en obedientes Zombis Ancianos, incluyendo a los villanos y adultos. Su poder se expandió por todo el globo, y transformó las casas del árbol en fábricas de tapioca rápidamente.
En la Base Lunar, los agentes de KND luchaban contra la invasión de Zombis Ancianos. Número 1, que estaba enojado con sigo mismo, se quedó en la Sala de Convenciones mientras que Cree, quien fue transformada por Abuelo, convirtió a Número 5 en una Zombi Anciana. Los Números 362, 86, 2, 3 y 4 estaban tratando de pensar que hacer. Número 2 decide remodelar los trajes de cumpleaños para que protegieran a las personas de ser un Zombi Anciano. Número 2 necesitaba un dispositivo que estaba en la Casa del Árbol del Sector V, entonces Número 3 decidió ir con Número 4 a buscarlo. Allí, ellos se encontraron con Tommy, quién rápidamente fue convertido en un Zombi Anciano. Número 5 convirtió a Número 3 en una Zombi Anciana y Número 3 convirtió a Número 4 en uno besándolo. Número 362 le dijo a Número 2 que terminara los trajes sin el dispositivo y Número 86 lo protegía mientras trabajaba en un armario y solo logró terminar cuatro. Los Números 362, 86 y 2 pronto fueron transformados, y Número 1 era el único agente de KND en todo el mundo que no fue transformado en un Zombi Anciano (además de los Delightful Children).
Con desesperación, Número 1 usó el Rastreador de ADN (que se le fue dado por Número 101) y el Módulo Recuperador para recuperar la memoria de Número 0. Cuando el buscador lo condujo hasta su propia casa, Número 1 descubre que su propio padre, Monty, es Número 0, y que el Libro de KND estaba en una cámara secreta (La Casa del Árbol de las Tácticas) bajo su casa todos estos años (y él ya había revisado la Casa del Árbol completa pero no tenía idea de la existencia de esa cámara). Después de haber sido perseguido por hámsteres zombis, Número 1 recuperó la memoria de su padre, y el restaurado Número 0 lo llevó a la casa de Padre, donde se reveló que Padre es el hermano de Número 0, convirtiendo a Padre en el tío de Número 1 y que Abuelo es su abuelo. También es revelado, a través del uso del Módulo Recuperador, que los Delightful Children son los miembros perdidos de KND del Sector Z, que fueron secuestrados y les lavaron el cerebro en un experimento de "dulzurización" que salió mal. El módulo recupera sus recuerdos, pero solo tendrá un efecto temporal (como de una hora). Mientras tanto, Abuelo no descansará hasta que destruya personalmente el Libro de KND, que fomenta lo único que puede derrotarlo: esperanza. Número 1 y el Sector Z hacen su viaje a la Base Lunar mientras Número 0 y Padre (alias Ben) se quedan en la Tierra para enfrentar a Abuelo con el Libro de KND.
En la Base Lunar, Número 1 y el Sector Z intentaban derrotar al zombificado Sector V y activar el arma más poderosa de la Base Lunar. Desafortunadamente, el Sector Z volvió a su estado malvado y atacaron a Número 1. Número 1 logró derrotar a los Delightful Children y los lanzó al espacio, pero el sistema de ubicación fue destruido. Número 1 activó la ubicación manual, pero requería de cuatro miembros más para ser operado. Afortunadamente, los trajes de Número 2 pudieron revertir los efectos zombificadores de Abuelo (casi, ya que las piernas de Número 2, el cabello y los brazos de Número 3, las manos y la punta de la gorra de la sudadera de Número 4 y la mitad de la cara y la trenza de Número 5 seguían zombificadas pero podían controlarlas, excepto que Número 2 siempre pateaba a Número 1), y el Sector V usó el arma para, literalmente, disparar la Base Lunar sobre Abuelo. Abuelo fácilmente sobrevivió al impacto, pero en realidad estaba en la Cámara de Destitución con Número 0, que resulta en ambos, borrando su memoria. Con Abuelo derrotado, el mundo volvió a la normalidad en ese momento aparece la Número 362, ella se disculpa con él por no haberlo escuchado y sobre todo por no haberle creído sobre la existencia de Número 0, quien resultó ser su padre. Número 1 también se disculpa con ella porque pensó en sí mismo que en el equipo, Número 362 trata compensarlo dándole el puesto que le dio a Número 86, pero Número 1 rechazó la oferta porque prefiere estar con su equipo el Sector V. Después, Número 1 quiso recuperar a Número 0 con el Módulo Recuperador de nuevo, este se rompió y apareció un mensaje grabado de Número 0 diciéndole a Número 1 que el rompió el Módulo Recuperador y que él lo hizo para que Número 1 no pudiera recuperar su memoria porque él ahora es un adulto y tiene que concluir la más importante misión de todas: ser un buen padre para su hijo. Cuando Monty llega a él, Número 1, llorando, abrazó a su padre.
Un mes después, la existencia de Número 0 es conocida públicamente y considerada un hecho. La Base Lunar fue completamente reconstruida y es increíblemente más grande y mejor que la anterior. También se hizo una masiva estatua en honor a Número 0. Número 1, que ahora posee el Libro deKND, escribió en el libro. Su inscripción consiste en solo unas cuantas palabras: "Nosotros somos KND" (un opuesto a "Yo soy KND", lo que dijo que iba a escribir en el libro al principio de la película).

## Reparto
| Personaje                         | Actor de Voz (EE. UU.)                                  | Actor de Voz (Hispanoamérica)                                                                              |
| --------------------------------- | ------------------------------------------------------- | --- |
| Número 1/Miguel Uno               | Benjamin Diskin                                         | Óscar Flores                                                                                               |
| Número 2/Guillermo González Jr.   | Benjamin Diskin                                         | Luis Daniel Ramírez                                                                                        |
| Número 2/Guillermo González Jr.   | Benjamin Diskin                                         | José Lavat (zombi envejecido)                                                                              |
| Número 3/Kuki Kiut                | Lauren Tom                                              | Gaby Ugarte                                                                                                |
| Número 3/Kuki Kiut                | Lauren Tom                                              | Maru Guzmán (zombi envejecida)                                                                             |
| Número 4/El Güero Torres          | Dee Bradley Baker                                       | Benjamín Rivera                                                                                            |
| Número 4/El Güero Torres          | Dee Bradley Baker                                       | Paco Mauri (zombi envejecido)                                                                              |
| Número 5/Abigail Olivera          | Cree Summer                                             | Ariadna Rivas                                                                                              |
| Número 5/Abigail Olivera          | Cree Summer                                             | Sylvia Garcel (zombi envejecida)                                                                           |
| Número 0/Montgomery "Monty" Uno   | Frank Welker                                            | Paco Mauri                                                                                                 |
| Número 0/Montgomery "Monty" Uno   | Dave Wittenberg                                         | Antonio Gálvez (niño)                                                                                      |
| Abuelo                            | Neil Ross                                               | Alejandro Villeli                                                                                          |
| Benedicto "Padre" Wigglestein-Uno | Maurice LaMarche                                        | Andrés García                                                                                              |
| Benedicto "Padre" Wigglestein-Uno | Jeff Glen Bennett                                       | Sergio Morel (niño)                                                                                        |
| Cree Olivera                      | Cree Summer                                             | Gaby Beltrán                                                                                               |
| Cree Olivera                      | Cree Summer                                             | Rocío Garcel (zombi envejecida)                                                                            |
| Número T/Tommy González           | Dee Bradley Baker                                       | Carlos Hernández                                                                                           |
| Número T/Tommy González           | Dee Bradley Baker                                       | Carlos Íñigo (zombi envejecido)                                                                            |
| Número 101                        | Bejamin Diskin                                          | Víctor Ugarte                                                                                              |
| Número 101                        | Bejamin Diskin                                          | Martín Soto (zombi envejecido)                                                                             |
| Número 362/Rachel McKenzie        | Rachael MacFarlane                                      | Mariana Ortiz                                                                                              |
| Número 362/Rachel McKenzie        | Rachael MacFarlane                                      | Magda Giner (zombi envejecida)                                                                             |
| Número 86/Fanny Fulbright         | Jennifer Hale                                           | Elsa Covián                                                                                                |
| Número 86/Fanny Fulbright         | Jennifer Hale                                           | Ángeles Bravo (zombi envejecida)                                                                           |
| Número 363/Harvey McKenzie        | Jennifer Hale                                           | Rafael Pacheco                                                                                             |
| Los de la Otra Cuadra             | Benjamin Diskin Dee Bradley Baker Cree Summer           | Carlos Hernández Andrea Orozco Luis Fernando Orozco Ana Lucía Ramos Gabriel Ramos                          |
| Miembros perdidos del Sector Z    | Ogie Banks Tom Kenny Rachael MacFarlane Dave Wittenberg | Gustavo Melgarejo (David) Rodrigo Carralero (Lenny) Mayra Arellano (Ashley) Jaime Alberto Carrillo (Bruce) |
| Número 274/Chad Dickson           | Jason Harris                                            | José Gilberto Vilchis                                                                                      |
| Número 60                         | Matt Levin                                              | Óscar Flores (zombi envejecido)                                                                            |
| Número 83/Sonya                   | Janice Kawaye                                           | Gabriela Guzmán                                                                                            |
| El jefe                           | Jeff Glen Bennett                                       | José Luis Miranda                                                                                          |
| Excusator                         | Dee Bradley Baker                                       | Igor Cruz                                                                                                  |
| Sr. Timothy Fibb & Sr. John Wink  | Dee Bradley Baker y Tom Kenny                           | Igor Cruz y Óscar Flores                                                                                   |
| Barba Pegajosa                    | Mark Hamill                                             | José Luis Orozco                                                                                           |
| Frenos                            | Tom Kenny                                               | Óscar Flores                                                                                               |
| Conde Tundácula                   | Daran Norris                                            | Andrés García                                                                                              |
| Super Abuela                      | Grey DeLisle                                            | Gloria Obregón                                                                                             |